# Brasil a la Copa del Món de futbol
Aquest és el registre dels resultats de Brasil a la Copa del Món. Brasil ha estat campiona en cinc ocasions: 1958, 1962, 1970, 1994 i 2002.

## Resum d'actuacions
Campions      Finalistes      Tercers      Quarts
Un requadre vermell indica que eren amfitrions del campionat.
| Historial a la Copa del Món | Historial a la Copa del Món | Historial a la Copa del Món | Historial a la Copa del Món | Historial a la Copa del Món | Historial a la Copa del Món | Historial a la Copa del Món | Historial a la Copa del Món | Historial a la Copa del Món |
| Edició                      | Ronda                       | Posició                     | PJ                          | PG                          | PE                          | PP                          | GF                          | GC                          |
| --------------------------- | --------------------------- | --------------------------- | --------------------------- | --------------------------- | --------------------------- | --------------------------- | --------------------------- | --------------------------- |
| 1930                        | Primera ronda               | 6s                          | 2                           | 1                           | 0                           | 1                           | 5                           | 2                           |
| 1934                        | Primera ronda               | 14s                         | 1                           | 0                           | 0                           | 1                           | 1                           | 3                           |
| 1938                        | Tercera posició             | 3s                          | 5                           | 3                           | 1                           | 1                           | 14                          | 11                          |
| 1950                        | Finalista                   | 2s                          | 6                           | 4                           | 1                           | 1                           | 22                          | 6                           |
| 1954                        | Quarts de final             | 5s                          | 3                           | 1                           | 1                           | 1                           | 8                           | 5                           |
| 1958                        | Campions                    | 1s                          | 6                           | 5                           | 1                           | 0                           | 16                          | 4                           |
| 1962                        | Campions                    | 1s                          | 6                           | 5                           | 1                           | 0                           | 14                          | 5                           |
| 1966                        | Primera ronda               | 11s                         | 3                           | 1                           | 0                           | 2                           | 4                           | 6                           |
| 1970                        | Campions                    | 1s                          | 6                           | 6                           | 0                           | 0                           | 19                          | 7                           |
| 1974                        | Quarta posició              | 4s                          | 7                           | 3                           | 2                           | 2                           | 6                           | 4                           |
| 1978                        | Tercera posició             | 3s                          | 7                           | 4                           | 3                           | 0                           | 10                          | 3                           |
| 1982                        | Segona ronda                | 5s                          | 5                           | 4                           | 0                           | 1                           | 15                          | 6                           |
| 1986                        | Quarts de final             | 5s                          | 5                           | 4                           | 1                           | 0                           | 10                          | 1                           |
| 1990                        | Vuitens de final            | 9s                          | 4                           | 3                           | 0                           | 1                           | 4                           | 2                           |
| 1994                        | Campions                    | 1s                          | 7                           | 5                           | 2                           | 0                           | 11                          | 3                           |
| 1998                        | Finalistes                  | 2s                          | 7                           | 4                           | 1                           | 2                           | 14                          | 10                          |
| 2002                        | Campions                    | 1s                          | 7                           | 7                           | 0                           | 0                           | 18                          | 4                           |
| 2006                        | Quarts de final             | 5s                          | 5                           | 4                           | 0                           | 1                           | 10                          | 2                           |
| 2010                        | Quarts de final             | 6s                          | 5                           | 3                           | 1                           | 1                           | 9                           | 4                           |
| 2014                        | Quarta posició              | 4s                          | 7                           | 3                           | 2                           | 2                           | 11                          | 14                          |
| 2018                        | Quarts de final             | 6s                          | 5                           | 3                           | 1                           | 1                           | 8                           | 3                           |
| 2022                        | Quarts de final             | 7s                          | 5                           | 3                           | 1                           | 1                           | 8                           | 3                           |
| 2026                        | Pendent                     | Pendent                     | Pendent                     | Pendent                     | Pendent                     | Pendent                     | Pendent                     | Pendent                     |
| 2030                        | Pendent                     | Pendent                     | Pendent                     | Pendent                     | Pendent                     | Pendent                     | Pendent                     | Pendent                     |
| 2034                        | Pendent                     | Pendent                     | Pendent                     | Pendent                     | Pendent                     | Pendent                     | Pendent                     | Pendent                     |
| Total                       | 5 Títols                    | 5 Títols                    | 114                         | 76                          | 19                          | 19                          | 237                         | 108                         |

## Uruguai 1930

### Primera fase: Grup 2
| Pos | Equip      | PJ | PG | PE | PP | GF | GC | DG | Pts | Classificació       |
| --- | ---------- | -- | -- | -- | -- | -- | -- | -- | --- | ------------------- |
| 1   | Iugoslàvia | 2  | 2  | 0  | 0  | 6  | 1  | +5 | 4   | Avança a semifinals |
| 2   | Brasil     | 2  | 1  | 0  | 1  | 5  | 2  | +3 | 2   |                     |
| 3   | Bolívia    | 2  | 0  | 0  | 2  | 0  | 8  | −8 | 0   |                     |

| Iugoslàvia             | 2–1     | Brasil        |
| ---------------------- | ------- | ------------- |
| Tirnanić 21' · Bek 30' | Informe | Preguinho 62' |

| Brasil                                          | 4–0     | Bolívia |
| ----------------------------------------------- | ------- | ------- |
| Bek 60', 67' · Marjanović 65' · Vujadinović 85' | Informe |         |

## Itàlia 1934

### Vuitens de final
| Espanya                                | 3–1     | Brasil       |
| -------------------------------------- | ------- | ------------ |
| Iraragorri 18' (p.), 25' · Lángara 29' | Informe | Leônidas 55' |

## França 1938

### Vuitens de final
| Brasil                                                 | 6–5 (pr.) | Polònia                                            |
| ------------------------------------------------------ | --------- | -------------------------------------------------- |
| Leônidas 18', 93', 104' · Romeu 25' · Perácio 44', 71' | Report    | Scherfke 23' (p.) · Wilimowski 53', 59', 89', 118' |

### Quarts de final
| Brasil       | 1–1 (pr.) | Txecoslovàquia   |
| ------------ | --------- | ---------------- |
| Leônidas 30' | Informe   | Nejedlý 65' (p.) |

| Brasil                     | 2–1    | Txecoslovàquia |
| -------------------------- | ------ | -------------- |
| Leônidas 57' · Roberto 62' | Report | Kopecký 25'    |

### Semifinals
| Itàlia                         | 2–1    | Brasil    |
| ------------------------------ | ------ | --------- |
| Colaussi 51' · Meazza 60' (p.) | Report | Romeu 87' |

### Partit pel tercer lloc
| Suècia                    | 2–4    | Brasil                                      |
| ------------------------- | ------ | ------------------------------------------- |
| Jonasson 28' · Nyberg 38' | Report | Romeu 44' · Leônidas 63', 74' · Perácio 80' |

## Brasil 1950

### Primera fase: Grup 1
| Pos | Equip      | PJ | PG | PE | PP | GF | GC | DG | Pts | Classificació           |
| --- | ---------- | -- | -- | -- | -- | -- | -- | -- | --- | ----------------------- |
| 1   | Brasil     | 3  | 2  | 1  | 0  | 8  | 2  | +6 | 5   | Avança a la segona fase |
| 2   | Iugoslàvia | 3  | 2  | 0  | 1  | 7  | 3  | +4 | 4   |                         |
| 3   | Suïssa     | 3  | 1  | 1  | 1  | 4  | 6  | −2 | 3   |                         |
| 4   | Mèxic      | 3  | 0  | 0  | 3  | 2  | 10 | −8 | 0   |                         |

| Brasil                                    | 4–0     | Mèxic |
| ----------------------------------------- | ------- | ----- |
| Ademir 30', 79' · Jair 65' · Baltazar 71' | Informe |       |

| Brasil                    | 2–2     | Suïssa          |
| ------------------------- | ------- | --------------- |
| Alfredo 3' · Baltazar 32' | Informe | Fatton 17', 88' |

| Brasil                  | 2–0     | Iugoslàvia |
| ----------------------- | ------- | ---------- |
| Ademir 4' · Zizinho 69' | Informe |            |

### Segona fase: Grup final
| Pos | Equip   | PJ | PG | PE | PP | GF | GC | DG  | Pts |
| --- | ------- | -- | -- | -- | -- | -- | -- | --- | --- |
| 1   | Uruguai | 3  | 2  | 1  | 0  | 7  | 5  | +2  | 5   |
| 2   | Brasil  | 3  | 2  | 0  | 1  | 14 | 4  | +10 | 4   |
| 3   | Suècia  | 3  | 1  | 0  | 2  | 6  | 11 | −5  | 2   |
| 4   | Espanya | 3  | 0  | 1  | 2  | 4  | 11 | −7  | 1   |

| Brasil                                                  | 7–1     | Suècia             |
| ------------------------------------------------------- | ------- | ------------------ |
| Ademir 17', 36', 52', 58' · Chico 39', 88' · Maneca 85' | Informe | Andersson 67' (p.) |

| Brasil                                                                  | 6–1     | Espanya  |
| ----------------------------------------------------------------------- | ------- | -------- |
| Parra 15' (p.p.) · Jair 21' · Chico 31', 55' · Ademir 57' · Zizinho 67' | Informe | Igoa 71' |

| Uruguai                      | 2–1     | Brasil     |
| ---------------------------- | ------- | ---------- |
| Schiaffino 66' · Ghiggia 79' | Informe | Friaça 47' |

## Suïssa 1954

### Primera fase: Grup 1
| Pos | Equip      | PJ | PG | PE | PP | GF | GC | DG | Pts | Classificació           |
| --- | ---------- | -- | -- | -- | -- | -- | -- | -- | --- | ----------------------- |
| 1   | Brasil     | 2  | 1  | 1  | 0  | 6  | 1  | +5 | 3   | Avança a la segona fase |
| 2   | Iugoslàvia | 2  | 1  | 1  | 0  | 2  | 1  | +1 | 3   | Avança a la segona fase |
| 3   | França     | 2  | 1  | 0  | 1  | 3  | 3  | 0  | 2   |                         |
| 4   | Mèxic      | 2  | 0  | 0  | 2  | 2  | 8  | −6 | 0   |                         |

| Brasil                                                 | 5–0     | Mèxic |
| ------------------------------------------------------ | ------- | ----- |
| Baltazar 23' · Didi 30' · Pinga 34', 43' · Julinho 69' | Informe |       |

| Brasil   | 1–1 (pr.) | Iugoslàvia |
| -------- | --------- | ---------- |
| Didi 69' | Informe   | Zebec 48'  |

### Segona fase

#### Quarts de final
| Hongria                                         | 4–2     | Brasil                               |
| ----------------------------------------------- | ------- | ------------------------------------ |
| Hidegkuti 4' · Kocsis 7', 88' · Lantos 60' (p.) | Informe | Djalma Santos 18' (p.) · Julinho 65' |

## Suècia 1958

### Primera fase: Grup 4
| Pos | Equip          | PJ | PG | PE | PP | GF | GC | GR    | Pts | Classificació                      |
| --- | -------------- | -- | -- | -- | -- | -- | -- | ----- | --- | ---------------------------------- |
| 1   | Brasil         | 3  | 2  | 1  | 0  | 5  | 0  | —     | 5   | Avança a la segona fase            |
| 2   | Unió Soviètica | 3  | 1  | 1  | 1  | 4  | 4  | 1,000 | 3   | Van disputar un partit de desempat |
| 3   | Anglaterra     | 3  | 0  | 3  | 0  | 4  | 4  | 1,000 | 3   | Van disputar un partit de desempat |
| 4   | Àustria        | 3  | 0  | 1  | 2  | 2  | 7  | 0,286 | 1   |                                    |

| Brasil                                | 3–0     | Àustria |
| ------------------------------------- | ------- | ------- |
| Altafini 37', 85' · Nílton Santos 50' | Informe |         |

| Brasil | 0–0     | Anglaterra |
| ------ | ------- | ---------- |
|        | Informe |            |

| Brasil       | 2–0     | Unió Soviètica |
| ------------ | ------- | -------------- |
| Vavá 3', 77' | Informe |                |

### Segona fase

#### Quarts de final
| Brasil   | 1–0     | Gal·les |
| -------- | ------- | ------- |
| Pelé 66' | Informe |         |

#### Semifinals
| Brasil                                  | 5–2     | França                     |
| --------------------------------------- | ------- | -------------------------- |
| Vavá 2' · Didi 39' · Pelé 52', 64', 75' | Informe | Fontaine 9' · Piantoni 83' |

#### Final
| Brasil                                     | 5–2     | Suècia                      |
| ------------------------------------------ | ------- | --------------------------- |
| Vavá 9', 32' · Pelé 55', 90' · Zagallo 68' | Informe | Liedholm 4' · Simonsson 80' |

## Xile 1962

### Primera fase: Grup 3
| Pos | Equip          | PJ | PG | PE | PP | GF | GC | GR    | Pts | Classificació           |
| --- | -------------- | -- | -- | -- | -- | -- | -- | ----- | --- | ----------------------- |
| 1   | Brasil         | 3  | 2  | 1  | 0  | 4  | 1  | 4,000 | 5   | Avança a la segona fase |
| 2   | Txecoslovàquia | 3  | 1  | 1  | 1  | 2  | 3  | 0,667 | 3   | Avança a la segona fase |
| 3   | Mèxic          | 3  | 1  | 0  | 2  | 3  | 4  | 0,750 | 2   |                         |
| 4   | Espanya        | 3  | 1  | 0  | 2  | 2  | 3  | 0,667 | 2   |                         |

| Brasil                 | 2–0     | Mèxic |
| ---------------------- | ------- | ----- |
| Zagallo 56' · Pelé 73' | Informe |       |

| Brasil | 0–0     | Txecoslovàquia |
| ------ | ------- | -------------- |
|        | Informe |                |

| Brasil            | 2–1     | Espanya      |
| ----------------- | ------- | ------------ |
| Amarildo 72', 86' | Informe | Adelardo 35' |

### Segona fase

#### Quarts de final
| Brasil                        | 3–1     | Anglaterra   |
| ----------------------------- | ------- | ------------ |
| Garrincha 31', 59' · Vavá 53' | Informe | Hitchens 38' |

#### Semifinals
| Brasil                            | 4–2     | Xile                           |
| --------------------------------- | ------- | ------------------------------ |
| Garrincha 9', 32' · Vavá 47', 78' | Informe | Toro 42' · L. Sánchez 61' (p.) |

#### Final
| Brasil                             | 3–1     | Txecoslovàquia |
| ---------------------------------- | ------- | -------------- |
| Amarildo 17' · Zito 69' · Vavá 78' | Informe | Masopust 15'   |

## Anglaterra 1966

### Primera fase: Grup 3
| Pos | Equip    | PJ | PG | PE | PP | GF | GC | GR    | Pts | Classificació           |
| --- | -------- | -- | -- | -- | -- | -- | -- | ----- | --- | ----------------------- |
| 1   | Portugal | 3  | 3  | 0  | 0  | 9  | 2  | 4,500 | 6   | Avança a la segona fase |
| 2   | Hongria  | 3  | 2  | 0  | 1  | 7  | 5  | 1,400 | 4   | Avança a la segona fase |
| 3   | Brasil   | 3  | 1  | 0  | 2  | 4  | 6  | 0,667 | 2   |                         |
| 4   | Bulgària | 3  | 0  | 0  | 3  | 1  | 8  | 0,125 | 0   |                         |

| Brasil                   | 2–0     | Bulgària |
| ------------------------ | ------- | -------- |
| Pelé 15' · Garrincha 63' | Informe |          |

| Hongria                                 | 3–1     | Brasil     |
| --------------------------------------- | ------- | ---------- |
| Bene 2' · Farkas 64' · Mészöly 73' (p.) | Informe | Tostão 14' |

| Portugal                      | 3–1     | Brasil    |
| ----------------------------- | ------- | --------- |
| Simões 15' · Eusébio 27', 85' | Informe | Rildo 73' |

## Mèxic 1970

### Primera fase: Grup 3
| Pos | Equip          | PJ | PG | PE | PP | GF | GC | DG | Pts | Classificació           |
| --- | -------------- | -- | -- | -- | -- | -- | -- | -- | --- | ----------------------- |
| 1   | Brasil         | 3  | 3  | 0  | 0  | 8  | 3  | +5 | 6   | Avança a la segona fase |
| 2   | Anglaterra     | 3  | 2  | 0  | 1  | 2  | 1  | +1 | 4   | Avança a la segona fase |
| 3   | Romania        | 3  | 1  | 0  | 2  | 4  | 5  | −1 | 2   |                         |
| 4   | Txecoslovàquia | 3  | 0  | 0  | 3  | 2  | 7  | −5 | 0   |                         |

| Brasil                                       | 4–1     | Txecoslovàquia |
| -------------------------------------------- | ------- | -------------- |
| Rivelino 24' · Pelé 59' · Jairzinho 61', 83' | Informe | Petráš 11'     |

| Brasil        | 1–0     | Anglaterra |
| ------------- | ------- | ---------- |
| Jairzinho 59' | Informe |            |

| Brasil                        | 3–2     | Romania                          |
| ----------------------------- | ------- | -------------------------------- |
| Pelé 19', 67' · Jairzinho 22' | Informe | Dumitrache 34' · Dembrovschi 84' |

### Segona fase

#### Quarts de final
| Brasil                                         | 4–2     | Perú                        |
| ---------------------------------------------- | ------- | --------------------------- |
| Rivelino 11' · Tostão 15', 52' · Jairzinho 75' | Informe | Gallardo 28' · Cubillas 70' |

#### Semifinals
| Brasil                                       | 3-1     | Uruguai     |
| -------------------------------------------- | ------- | ----------- |
| Clodoaldo 44' · Jairzinho 76' · Rivelino 89' | Informe | Cubilla 19' |

#### Final
| Brasil                                                     | 4–1     | Itàlia         |
| ---------------------------------------------------------- | ------- | -------------- |
| Pelé 18' · Gérson 66' · Jairzinho 71' · Carlos Alberto 86' | Informe | Boninsegna 37' |

## Alemanya Occidental 1974

### Primera fase: Grup 2
| Pos | Equip      | PJ | PG | PE | PP | GF | GC | DG  | Pts | Classificació           |
| --- | ---------- | -- | -- | -- | -- | -- | -- | --- | --- | ----------------------- |
| 1   | Iugoslàvia | 3  | 1  | 2  | 0  | 10 | 1  | +9  | 4   | Avança a la segona fase |
| 2   | Brasil     | 3  | 1  | 2  | 0  | 3  | 0  | +3  | 4   | Avança a la segona fase |
| 3   | Escòcia    | 3  | 1  | 2  | 0  | 3  | 1  | +2  | 4   |                         |
| 4   | Zaire      | 3  | 0  | 0  | 3  | 0  | 14 | −14 | 0   |                         |

| Brasil | 0–0     | Iugoslàvia |
| ------ | ------- | ---------- |
|        | Informe |            |

| Escòcia | 0–0     | Brasil |
| ------- | ------- | ------ |
|         | Informe |        |

| Zaire | 0–3     | Brasil                                       |
| ----- | ------- | -------------------------------------------- |
|       | Informe | Jairzinho 12' · Rivelino 66' · Valdomiro 79' |

### Segona fase: Grup A
| Pos | Equip             | PJ | PG | PE | PP | GF | GC | DG | Pts | Classificació                    |
| --- | ----------------- | -- | -- | -- | -- | -- | -- | -- | --- | -------------------------------- |
| 1   | Països Baixos     | 3  | 3  | 0  | 0  | 8  | 0  | +8 | 6   | Avança a la final                |
| 2   | Brasil            | 3  | 2  | 0  | 1  | 3  | 3  | 0  | 4   | Avança al partit pel tercer lloc |
| 3   | Alemanya Oriental | 3  | 0  | 1  | 2  | 1  | 4  | −3 | 1   |                                  |
| 4   | Argentina         | 3  | 0  | 1  | 2  | 2  | 7  | −5 | 1   |                                  |

| Brasil       | 1–0     | Alemanya Oriental |
| ------------ | ------- | ----------------- |
| Rivelino 60' | Informe |                   |

| Argentina    | 1–2     | Brasil                       |
| ------------ | ------- | ---------------------------- |
| Brindisi 35' | Informe | Rivelino 32' · Jairzinho 49' |

| Països Baixos             | 2–0     | Brasil |
| ------------------------- | ------- | ------ |
| Neeskens 50' · Cruyff 65' | Informe |        |

### Partit pel tercer lloc
| Brasil | 0–1     | Polònia  |
| ------ | ------- | -------- |
|        | Informe | Lato 76' |

## Argentina 1978

### Primera fase: Grup 3
| Pos | Equip   | PJ | PG | PE | PP | GF | GC | DG | Pts | Classificació           |
| --- | ------- | -- | -- | -- | -- | -- | -- | -- | --- | ----------------------- |
| 1   | Àustria | 3  | 2  | 0  | 1  | 3  | 2  | +1 | 4   | Avança a la segona fase |
| 2   | Brasil  | 3  | 1  | 2  | 0  | 2  | 1  | +1 | 4   | Avança a la segona fase |
| 3   | Espanya | 3  | 1  | 1  | 1  | 2  | 2  | 0  | 3   |                         |
| 4   | Suècia  | 3  | 0  | 1  | 2  | 1  | 3  | −2 | 1   |                         |

| Brasil       | 1–1     | Suècia      |
| ------------ | ------- | ----------- |
| Reinaldo 45' | Informe | Sjöberg 37' |

| Brasil | 0–0     | Espanya |
| ------ | ------- | ------- |
|        | Informe |         |

| Brasil               | 1–0     | Àustria |
| -------------------- | ------- | ------- |
| Roberto Dinamite 40' | Informe |         |

### Segona fase: Grup B
| Pos | Equip     | PJ | PG | PE | PP | GF | GC | DG  | Pts | Classificació                    |
| --- | --------- | -- | -- | -- | -- | -- | -- | --- | --- | -------------------------------- |
| 1   | Argentina | 3  | 2  | 1  | 0  | 8  | 0  | +8  | 5   | Avança a la final                |
| 2   | Brasil    | 3  | 2  | 1  | 0  | 6  | 1  | +5  | 5   | Avança al partit pel tercer lloc |
| 3   | Polònia   | 3  | 1  | 0  | 2  | 2  | 5  | −3  | 2   |                                  |
| 4   | Perú      | 3  | 0  | 0  | 3  | 0  | 10 | −10 | 0   |                                  |

| Brasil                          | 3–0     | Perú |
| ------------------------------- | ------- | ---- |
| Dirceu 15', 27' · Zico 72' (p.) | Informe |      |

| Argentina | 0–0     | Brasil |
| --------- | ------- | ------ |
|           | Informe |        |

| Brasil                                  | 3–1     | Polònia  |
| --------------------------------------- | ------- | -------- |
| Nelinho 13' · Roberto Dinamite 58', 63' | Informe | Lato 45' |

### Partit pel tercer lloc
| Brasil                   | 2–1     | Itàlia     |
| ------------------------ | ------- | ---------- |
| Nelinho 64' · Dirceu 71' | Informe | Causio 38' |

## Espanya 1982

### Primera fase: Grup 6
| Pos | Equip          | PJ | PG | PE | PP | GF | GC | DG  | Pts | Classificació           |
| --- | -------------- | -- | -- | -- | -- | -- | -- | --- | --- | ----------------------- |
| 1   | Brasil         | 3  | 3  | 0  | 0  | 10 | 2  | +8  | 6   | Avança a la segona fase |
| 2   | Unió Soviètica | 3  | 1  | 1  | 1  | 6  | 4  | +2  | 3   | Avança a la segona fase |
| 3   | Escòcia        | 3  | 1  | 1  | 1  | 8  | 8  | 0   | 3   |                         |
| 4   | Nova Zelanda   | 3  | 0  | 0  | 3  | 2  | 12 | −10 | 0   |                         |

| Brasil                  | 2–1     | Unió Soviètica |
| ----------------------- | ------- | -------------- |
| Sócrates 76' · Éder 89' | Informe | Bal 34'        |

| Brasil                                       | 4–1     | Escòcia   |
| -------------------------------------------- | ------- | --------- |
| Zico 33' · Oscar 48' · Éder 63' · Falcão 87' | Informe | Narey 18' |

| Brasil                                    | 4–0     | Nova Zelanda |
| ----------------------------------------- | ------- | ------------ |
| Zico 28', 31' · Falcão 64' · Serginho 70' | Informe |              |

### Segona fase: Grup C
| Pos | Equip     | PJ | PG | PE | PP | GF | GC | DG | Pts | Classificació          |
| --- | --------- | -- | -- | -- | -- | -- | -- | -- | --- | ---------------------- |
| 1   | Itàlia    | 2  | 2  | 0  | 0  | 5  | 3  | +2 | 4   | Avança a la fase final |
| 2   | Brasil    | 2  | 1  | 0  | 1  | 5  | 4  | +1 | 2   |                        |
| 3   | Argentina | 2  | 0  | 0  | 2  | 2  | 5  | −3 | 0   |                        |

| Argentina | 1–3     | Brasil                               |
| --------- | ------- | ------------------------------------ |
| Díaz 89'  | Informe | Zico 11' · Serginho 66' · Júnior 75' |

| Itàlia             | 3–2     | Brasil                    |
| ------------------ | ------- | ------------------------- |
| Rossi 5', 25', 74' | Informe | Sócrates 12' · Falcão 68' |

## Mèxic 1986

### Primera fase: Grup D
| Pos | Equip            | PJ | PG | PE | PP | GF | GC | DG | Pts | Classificació                      |
| --- | ---------------- | -- | -- | -- | -- | -- | -- | -- | --- | ---------------------------------- |
| 1   | Brasil           | 3  | 3  | 0  | 0  | 5  | 0  | +5 | 6   | Avança a la fase final             |
| 2   | Espanya          | 3  | 2  | 0  | 1  | 5  | 2  | +3 | 4   | Avança a la fase final             |
| 3   | Irlanda del Nord | 3  | 0  | 1  | 2  | 2  | 6  | −4 | 1   | Opta a una plaça per la fase final |
| 4   | Algèria          | 3  | 0  | 1  | 2  | 1  | 5  | −4 | 1   |                                    |

| Espanya | 0–1     | Brasil       |
| ------- | ------- | ------------ |
|         | Informe | Sócrates 62' |

| Brasil     | 1–0     | Algèria |
| ---------- | ------- | ------- |
| Careca 66' | Informe |         |

| Irlanda del Nord | 0–3     | Brasil                        |
| ---------------- | ------- | ----------------------------- |
|                  | Informe | Careca 15', 87' · Josimar 42' |

### Segona fase

#### Vuitens de final
| Brasil                                                         | 4–0     | Polònia |
| -------------------------------------------------------------- | ------- | ------- |
| Sócrates 30' (p.) · Josimar 55' · Edinho 79' · Careca 83' (p.) | Informe |         |

#### Quarts de final
| Brasil                                          | 1–1 (pr.) | França                                           |
| ----------------------------------------------- | --------- | ------------------------------------------------ |
| Careca 17'                                      | Informe   | Platini 40'                                      |
| Tanda de penals                                 |           |                                                  |
| Sócrates · Alemão · Zico · Branco · Júlio César | 3–4       | Stopyra · Amoros · Bellone · Platini · Fernández |

## Rússia 2018

### Primera fase: Grup E
| Pos | Equip      | PJ | PG | PE | PP | GF | GC | DG | Pts | Classificació        |
| --- | ---------- | -- | -- | -- | -- | -- | -- | -- | --- | -------------------- |
| 1   | Brasil     | 3  | 2  | 1  | 0  | 5  | 1  | +4 | 7   | Avança a segona fase |
| 2   | Suïssa     | 3  | 1  | 2  | 0  | 5  | 4  | +1 | 5   | Avança a segona fase |
| 3   | Sèrbia     | 3  | 1  | 0  | 2  | 2  | 4  | −2 | 3   |                      |
| 4   | Costa Rica | 3  | 0  | 1  | 2  | 2  | 5  | −3 | 1   |                      |

| Brasil       | 1–1     | Suïssa    |
| ------------ | ------- | --------- |
| Coutinho 20' | Informe | Zuber 50' |

| Brasil                        | 2–0     | Costa Rica |
| ----------------------------- | ------- | ---------- |
| Coutinho 90+1' · Neymar 90+7' | Informe |            |

| Sèrbia | 0–2     | Brasil                          |
| ------ | ------- | ------------------------------- |
|        | Informe | Paulinho 36' · Thiago Silva 68' |

### Segona fase

#### Vuitens de final
| Brasil                   | 2–0     | Mèxic |
| ------------------------ | ------- | ----- |
| Neymar 51' · Firmino 88' | Informe |       |

#### Quarts de final
| Brasil             | 1–2     | Bèlgica                                |
| ------------------ | ------- | -------------------------------------- |
| Renato Augusto 78' | Informe | Fernandinho 13' (p.p.) · De Bruyne 31' |